# Tóth László (matematikus)
Tóth László (Szatmárnémeti, 1961. január 10. –) erdélyi származású magyar matematikus, egyetemi tanár, Pap Margit férje.

## Életpályája
Iskoláit szülővárosában végezte. 1985-ben matematika szakot végzett a kolozsvári Babeș–Bolyai Tudományegyetemen. 1985–1990 között középiskolai tanár Szatmárnémetiben, 1990–1998 között a Babeş–Bolyai Tudományegyetem matematika és informatika karán tanársegéd (1990), majd adjunktus (1994). 1998-tól a Pécsi Tudományegyetem természettudományi karának matematika tanszékén egyetemi docens, 2004-től tanszékvezető. Az MTA Bolyai János-ösztöndíjasa (1998–2000), 2009-ben pedig DAAD-ösztöndíjas Németországban. 2018-tól egyetemi tanár.
1996-ban a kolozsvári egyetemen megszerezte a doktori címet matematikából, amelyet a Debreceni Egyetemen 2003-ban honosított. 2006-ban ugyancsak Debrecenben habilitált.
Hazai és külföldi szakmai egyesületek tagja.

## Munkássága
Kutatási szakterületei: elemi és multiplikatív számelmélet, számelméleti függvények, általánosított konvolúciók, prímszámok eloszlása, egyenlőtlenségek, sorozatok és sorok, a matematika története.

### Könyvei
- Marcus Andrei, Tóth László: Logika és halmazelmélet, Erdélyi Tankönyvtanács, Kolozsvár, 1999.
- Bege Antal, Kása Zoltán, Tóth László: Relációk és alkalmazásaik, Budapesti Műszaki Egyetem, 1999.
- Marcus Andrei, Szántó Csaba, Tóth László: Logika és halmazelmélet, Scientia Kiadó, Kolozsvár, 2004.
- (szerkesztő) Topics in Mathematical Analysis and Applications, Springer Optimization and Its Applications, vol. 94, Editors: Rassias, Themistocles M. and  Tóth, László, Springer International Publishing, 2014.

### Válogatott cikkei
- Minculete, N., Tóth, L.: Exponential unitary divisors, Annales Univ. Sci. Budapest., Sect. Comp., 35 (2011), 205–216.
- Tóth, L.: Menon's identity and arithmetical sums representing functions of several variables, Rend. Sem. Mat. Univ. Politec. Torino, 69 (2011), 97–110.
- Steuding, R., Steuding, J., Tóth, L.: A Möbius μ-function, Rend. Circ. Mat. Palermo, 60 (2011), 13–21.
- Tóth, L., Haukkanen, P.: The discrete Fourier transform of r-even functions, Acta Univ. Sapientiae, Math., 3 (2011), 5–25.
- Tóth, L.: Some remarks on Ramanujan sums and cyclotomic polynomials, Bull. Math. Soc. Sci. Math. Roumanie (N.S.), 53 (101) (2010), 277–292.
- Tóth, L.: A survey of gcd-sum functions, Journal of Integer Sequences, 13 (2010), Article 10.8.1.
- Tóth, L.: On the number of certain relatively prime subsets of {1,2,...,n}, Integers: Electronic Journal of Combinatorial Number Theory, 10 (2010), #A35 (p. 407–421).
- Tóth, L., Haukkanen, P.: On the binomial convolution of arithmetical functions, Journal of Combinatorics and Number Theory, 1 (2009), Issue 1, pp. 31–48.
- Tóth, L.: A gcd-sum function over regular integers modulo n, Journal of Integer Sequences, 12 (2009), Article 09.2.5.
- Tóth, L.: On the bi-unitary analogues of Euler's arithmetical function and the gcd-sum function, Journal of Integer Sequences, 12 (2009), Article 09.5.2
- Sándor, J., Tóth, L.: Extremal orders of compositions of certain arithmetical functions, Integers: Electronic Journal of Combinatorial Number Theory, 8 (2008), #A34.
- Tóth, L.: Regular integers modulo n, Annales Univ. Sci. Budapest., Sect. Comp., 29 (2008), 263–275.
- Tóth, L.: On order result for the exponential divisor function, Publ. Math. Debrecen, 71 (2007), no. 1-2, 165–171.
- Tóth, L.: On certain arithmetic functions involving exponential divisors, II., Annales Univ. Sci. Budapest., Sect. Comp., 27 (2007), 155–166.